# Горст Гюнтер
Горст Гюнтер (нім. Horst Günther; 29 січня 1922, Магдебург — ?) — німецький офіцер-підводник, оберлейтенант-цур-зее крігсмаріне.

## Біографія
1 грудня 1939 року вступив на флот. З 1 травня 1941 по 11 січня 1942 року пройшов курс підводника, після чого працював інструктором в 1-й навчальній дивізії підводних човнів в Піллау. У вересні 1942 року направлений на будівництво підводного човна U-275. З 25 листопада 1942 по січень 1944 року — 1-й вахтовий офіцер на U-275, на якому взяв участь у двох походах в Північну Атлантику. З 15 лютого по 31 березня 1944 року пройшов курс командира човна. В квітні 1944 року направлений на будівництво U-1281, в червні — на будівництво U-2504. З 12 серпня 1944 року — командир U-2504. 20 листопада 1944 року направлений на будівництво U-2533. З 18 січня 1945 року — командир U-2533. 3 травня 1945 року наказав затопити човен в рамках операції «Регенбоген». 8 травня 1945 року взятий в полон британськими військами. В серпні 1945 року звільнений.

## Звання
- Кандидат в офіцери (1 грудня 1939)
- Морський кадет (1 травня 1940)
- Фенріх-цур-зее (1 листопада 1940)
- Оберфенріх-цур-зее (1 листопада 1941)
- Лейтенант-цур-зее (1 квітня 1942)
- Оберлейтенант-цур-зее (1 грудня 1943)

## Нагороди
- Нагрудний знак підводника (12 січня 1944)
- Залізний хрест 2-го класу (12 січня 1944)